# Incile

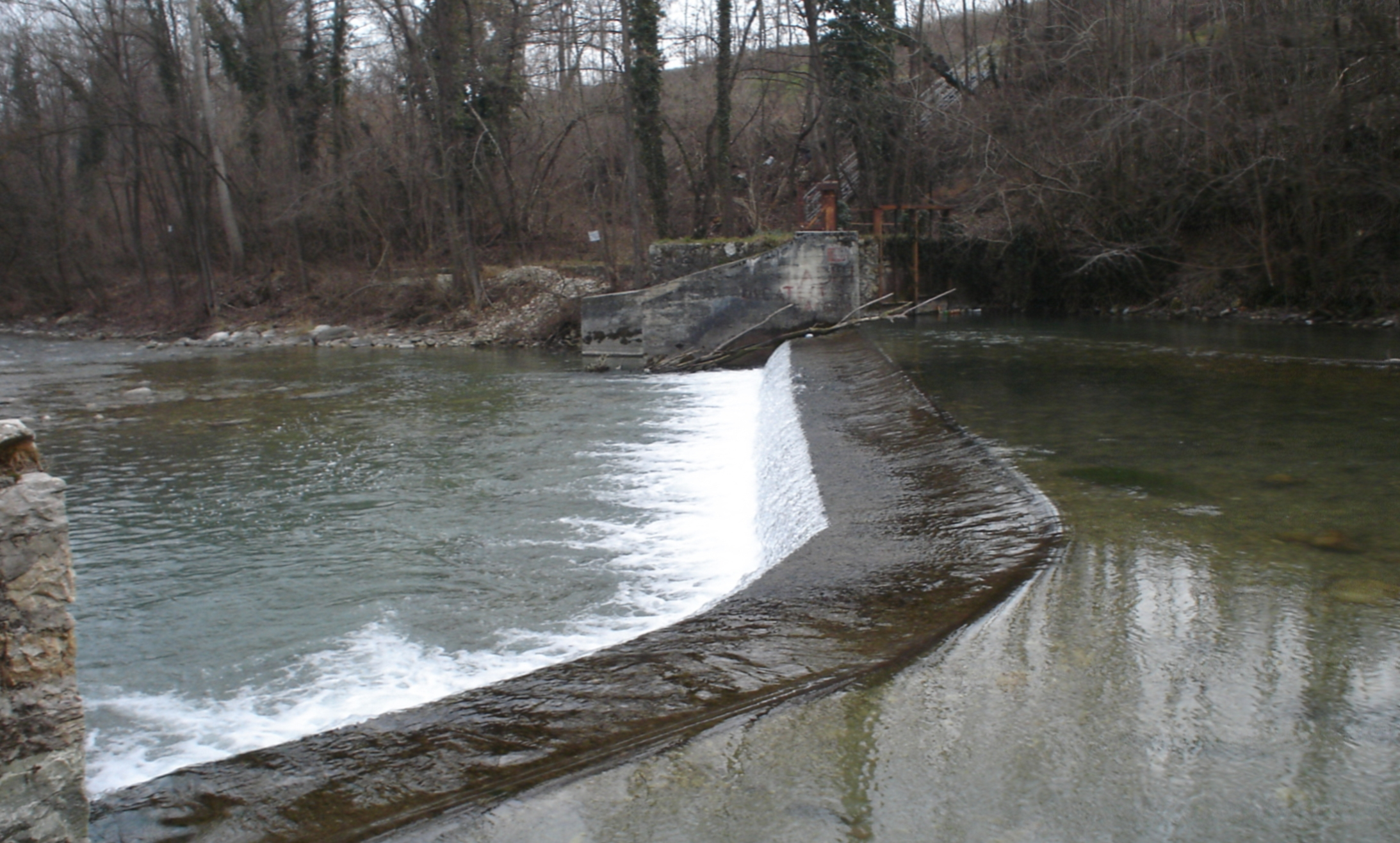
Incile di canale irriguo con traversa e paratoia

Incile è il termine con cui si designa il punto di un corso d'acqua o di un bacino idrico (lago), da cui inizia un canale di irrigazione o di bonifica oppure un corso d'acqua naturale secondario (effluente). Nel primo caso si parla di incile artificiale, nel secondo di incile naturale. Il termine deriva dal latino incile "fossa di scolo, rigagnolo", dall'aggettivo incilis (fossa), probabilmente derivato di incĭdĕre "incidere".

## Opere idrauliche collegate
L'incile di un canale che si origina da un fiume o un torrente è spesso realizzato mediante una traversa di derivazione o "sostegno" e una o più paratoie, necessarie a regolare la portata prelevata dal corso d'acqua principale. 
Tra le opere accessorie che vengono realizzate in corrispondenza dell'incile, ci sono a volte scolmatori che hanno lo scopo di allontanare acque o materiali in eccesso quando la portata del corso d'acqua, dal quale nasce il canale, diventa troppo abbondante.